# Geranium renardii
Espèce
Synonymes
- Geranium renardi Trautv.[2]

Geranium renardii est une espèce de plantes de la famille des Geraniaceae.

## Étymologie
L’épithète renardii a été donnée en l'honneur du naturaliste Karl Renard (1809-1886), savant allemand d'origine française qui fit toute sa carrière en Russie.